# イオンモール木更津

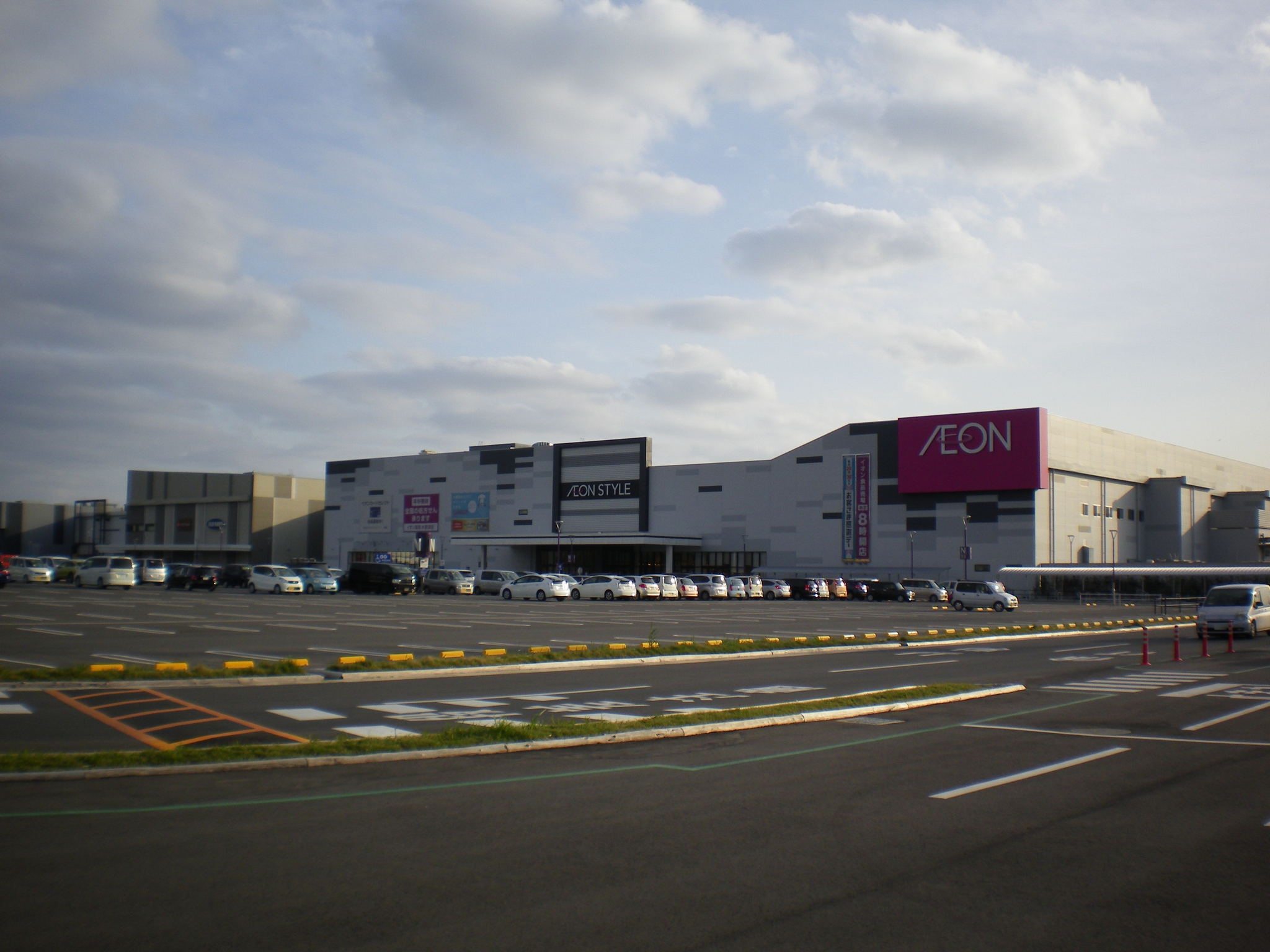
北側全景

イオンモール木更津（イオンモールきさらづ）は、千葉県木更津市に所在するイオンモール株式会社が管理・運営するモール型ショッピングセンターである。

## 概要
木更津駅西口の南西約3キロメートルにある「新日本製鉄君津製鉄所」の遊休地約40ヘクタールで、木更津市が進める市街地再開発事業「みなと木更津再生構想」の一環として開発が進められた。
当初は2007年（平成19年）に開業する計画が、景気の影響で開業を延期して2009年（平成21年）度中に開業を計画するが、2009年（平成21年）1月にロジコムが「みなと木更津再生構想」の大型娯楽施設の建設計画から撤退を表明し、影響から集客面など基本構想に見直しを生じて2月19日に基本構想に再度の開業延期を発表した。
2013年（平成25年）4月9日にイオンモールが「イオンモール木更津」（仮称）を2014年（平成26年）秋に開業する計画を発表し、同年11月7日に起工式を行って着工した。地上2階一部3階が南北に約600メートルとなっており、大型で7つの核店舗を配置するショッピングモールである。1階の主玄関に「（街に）定着する」意味で鉄製の巨大な「錨（いかり）」のモニュメントを設置し、レストラン街は日本の古い港町の雰囲気で木更津の海運の歴史を、2階のフードコートは木更津市の姉妹都市カリフォルニアのオーシャンサイドの雰囲気とし、それぞれ地域特性を表現した。
店舗面積は約68,000m2で店舗としてあまり大きくないが、開業時に核店舗として総合スーパーの「イオン木更津店」がイオンタウン木更津朝日からイオンスタイル木更津として移転し、10スクリーンのシネマコンプレックス「USシネマ木更津」、地元の名産品を扱う「東京24区」、各地へ出かける目的で半日近い長時間の試乗を提供するほかにカフェで房総半島を紹介する書籍やクーポンを扱う、ガリバーインターナショナルの新業態「ハント・デ・オデカケ」、などが出店する。広大な敷地の野外に、700席の大型テントに潮干狩り貝などの食材を持ち込んで楽しむバーベキュー場「テジキューBBQ CAFE」、3面コートのフットサル場「ローヴァーズフットサルスタジアム木更津」、レーシングカートで410メートルのコースを走る「木更津サーキット」、イベントの開催が可能なステージ「ライブパーク」など、娯楽施設を充実させ、袖ケ浦市、君津市、富津市など20キロメートル圏内を開業時の基本商圏に、首都圏中央連絡自動車道を経由する茂原市や東金市など千葉県内の広範囲や、東京都内や神奈川県から観光客、の集客を目論む。
同じ木更津市内の「イオンタウン木更津朝日」は、当施設へ移転する「イオン木更津店」が2014年（平成26年）8月31日に閉店して11月14日にイオングループの食品スーパー「カスミ」が「フードスクエアカスミイオンタウン木更津朝日店」を開業し、約30の専門店とともにショッピングセンターとして継続する。商圏が重複する富津市の「イオンモール富津」は、約90パーセントの90店舗を段階的に改装して地元密着を試行するとしているが、実際には過半数が空き店舗となる状況が続いている。

### 年表
- 2007年（平成19年） - 当初の開業予定[3]。
- 2009年（平成21年）
  - 2月19日 - 基本構想の見直しが必要となり再度の開業延期を発表[8]する。
  - 年度内 - 延期後の開業予定[8]。
- 2013年（平成25年）
  - 4月9日 - イオンモールが「イオンモール木更津」（仮称）を2014年（平成26年）秋に開業する計画を発表[3]する。
  - 11月7日 - 起工式を行って着工[9]する。
- 2014年（平成26年）
  - 9月21日 - 「ふるさとの森づくり」植樹祭[13]を催す。
  - 10月18日 - 開業[1][2]する。

## 主なテナントや施設
開業時に、核店舗として総合スーパーの「イオン木更津店」、10スクリーンのシネマコンプレックス「USシネマ木更津」、ガリバーインターナショナルの新業態「ハント・デ・オデカケ」、「東急ハンズ・トラックマーケット」、三越伊勢丹の「エムアイプラザ」や「オールドネイビー」などファッション店舗、のほかに約160店の専門店が入居した。

### イオンスタイル木更津
1982年（昭和57年）11月17日に「扇屋ジャスコ木更津店」が「木更津グリーンシティショッピングセンター」の核店舗として開業する。
1999年（平成11年）8月21日に扇屋ジャスコがジャスコに合併されて「ジャスコ木更津店」、2011年（平成23年）3月1日にイオングループが総合スーパーを「イオン」に統一して「イオン木更津店」へ改称した。
2014年（平成26年）8月31日に初代店舗を閉店し、10月18日に当施設へ約1.5倍に増床して移転した。

### USシネマ木更津
USシネマ木更津（ユーエスシネマきさらづ）は、イオンモール2階で10スクリーン、1960席、体感型シアター、をUSシネマ株式会社が運営するシネマコンプレックスである。

プレオープン日の2014年10月15日に、開館番組で『ふしぎな岬の物語』主演の吉永小百合と監督の成島出が舞台挨拶した。
| スクリーンNo. | 座席数（＋車いす席） | 備考                   |
| ------------- | -------------------- | ---------------------- |
| 1             | 347（+3）            |                        |
| 2             | 102（+2）            |                        |
| 3             | 347（+3）            |                        |
| 4（ADMIX）    | 389（+3）            | DOLBY ATMOS対応 3D対応 |
| 5             | 102（+2）            |                        |
| 6             | 276（+2）            |                        |
| 7             | 66（+1）             |                        |
| 8             | 84（+1）             |                        |
| 9             | 126（+2）            | 3D対応                 |
| 10（4DX）     | 100（+2）            | 3D対応                 |

### その他の主なテナント
- ハント・デ・オデカケ（1階）[10][4] - ガリバーインターナショナルの新業態で[10][7]、各地へ出かけることを目的に半日に近い長時間の試乗を提供するほか[5][7]、房総半島の魅力を紹介する書籍やクーポンを扱うカフェを併設する[5][7]。

施設紹介

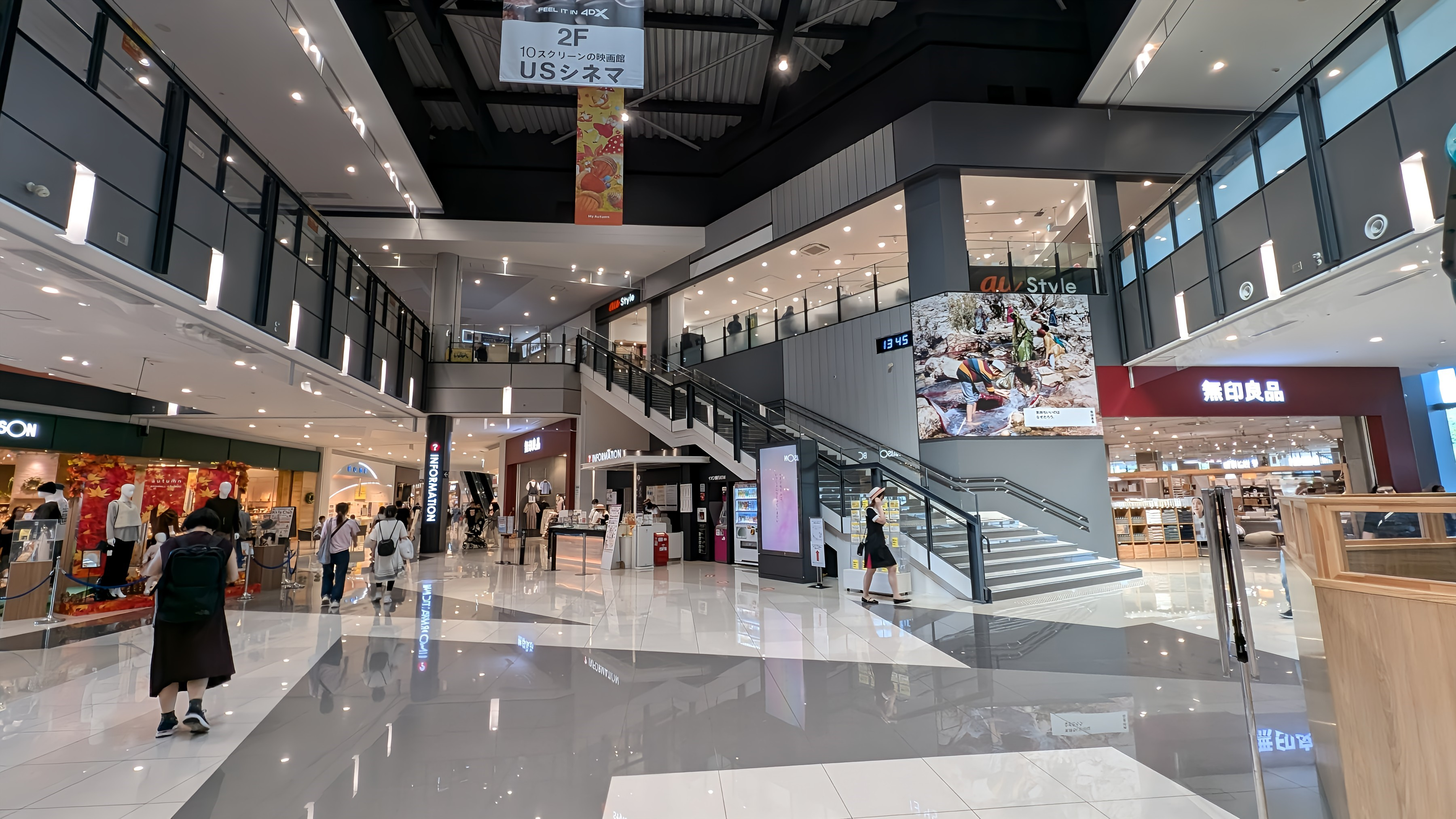
1F センターアトリウム(アクアパーク入り口)
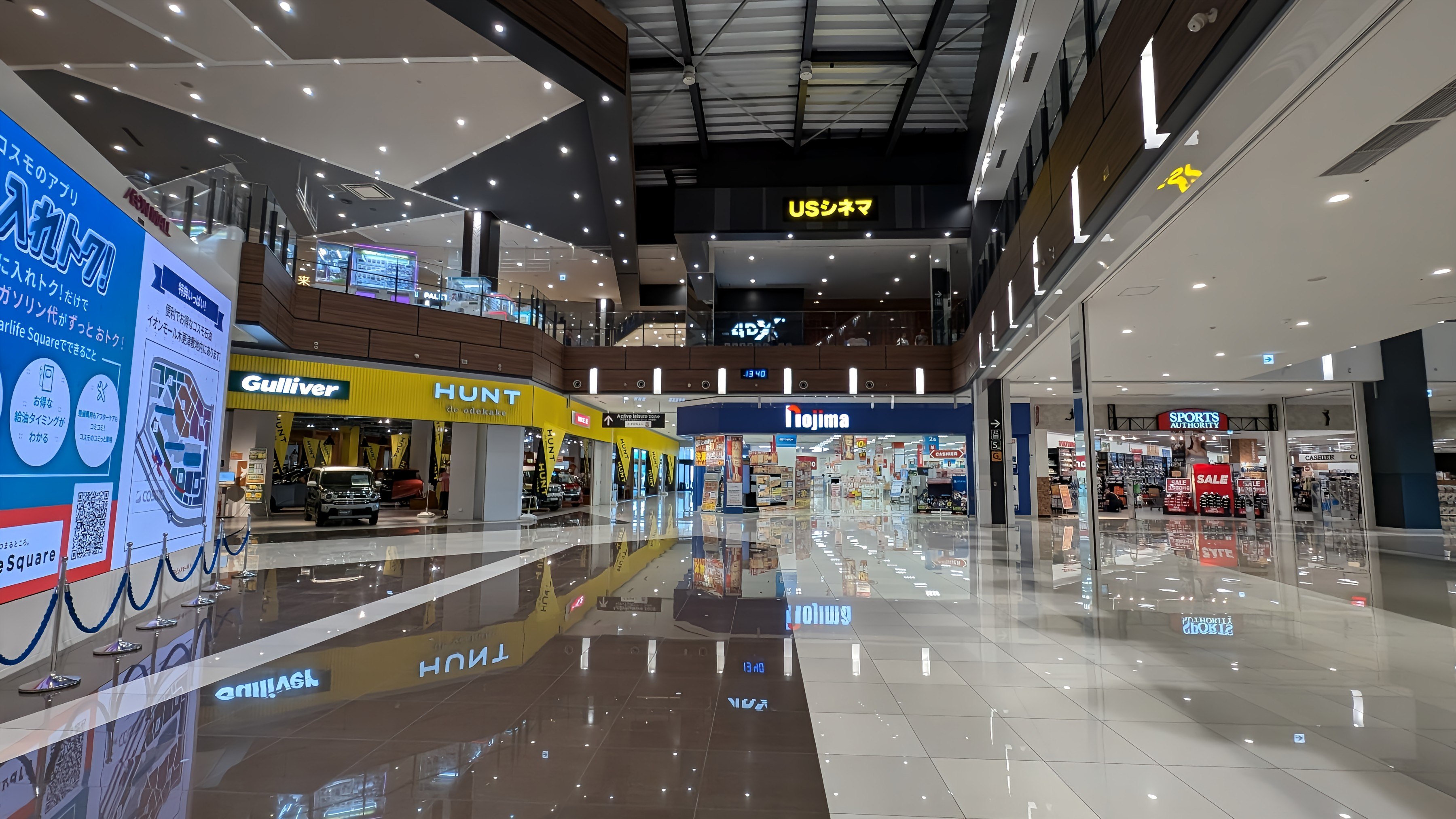
1F サウスアトリウム
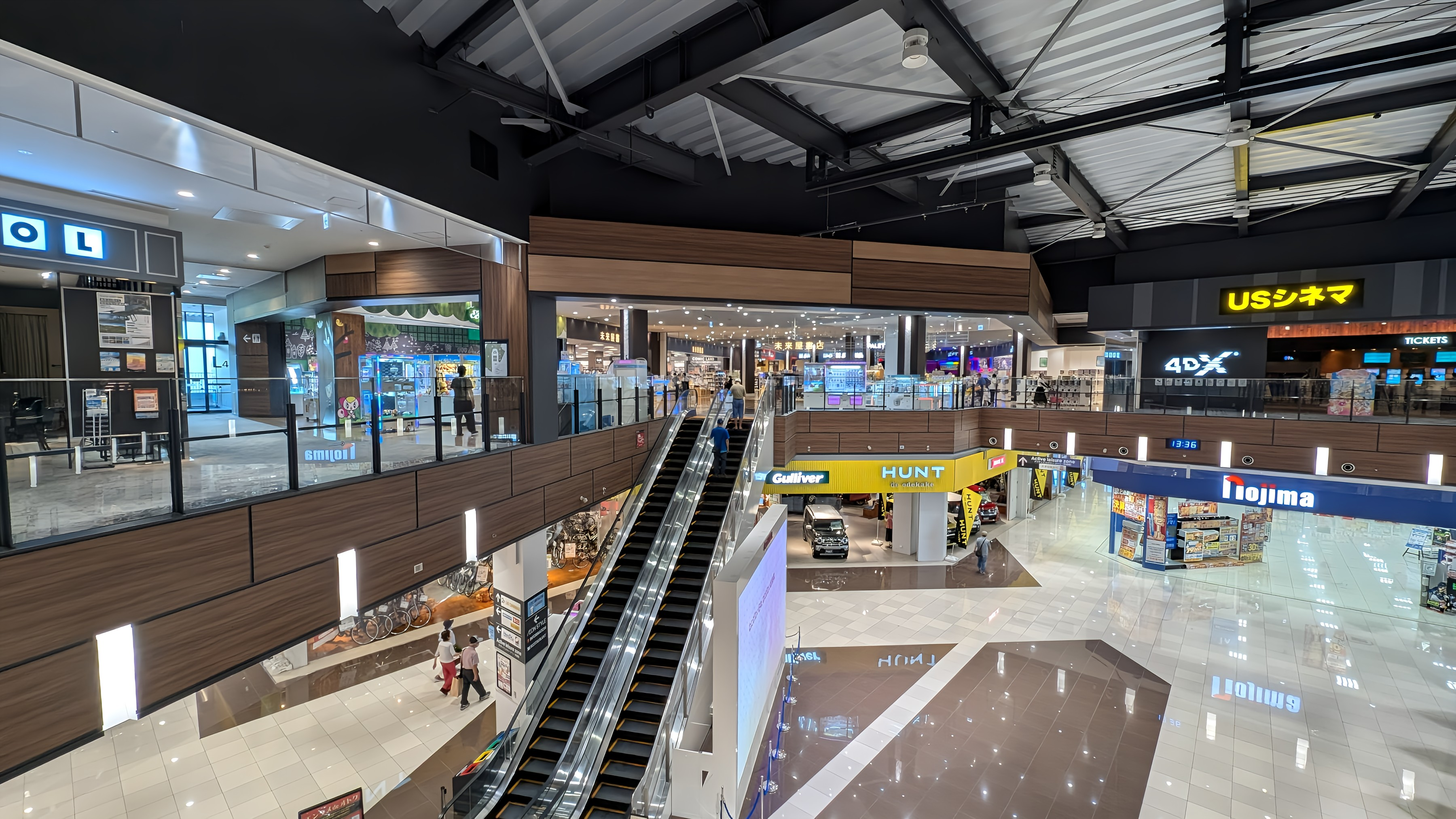
2F サウスアトリウム
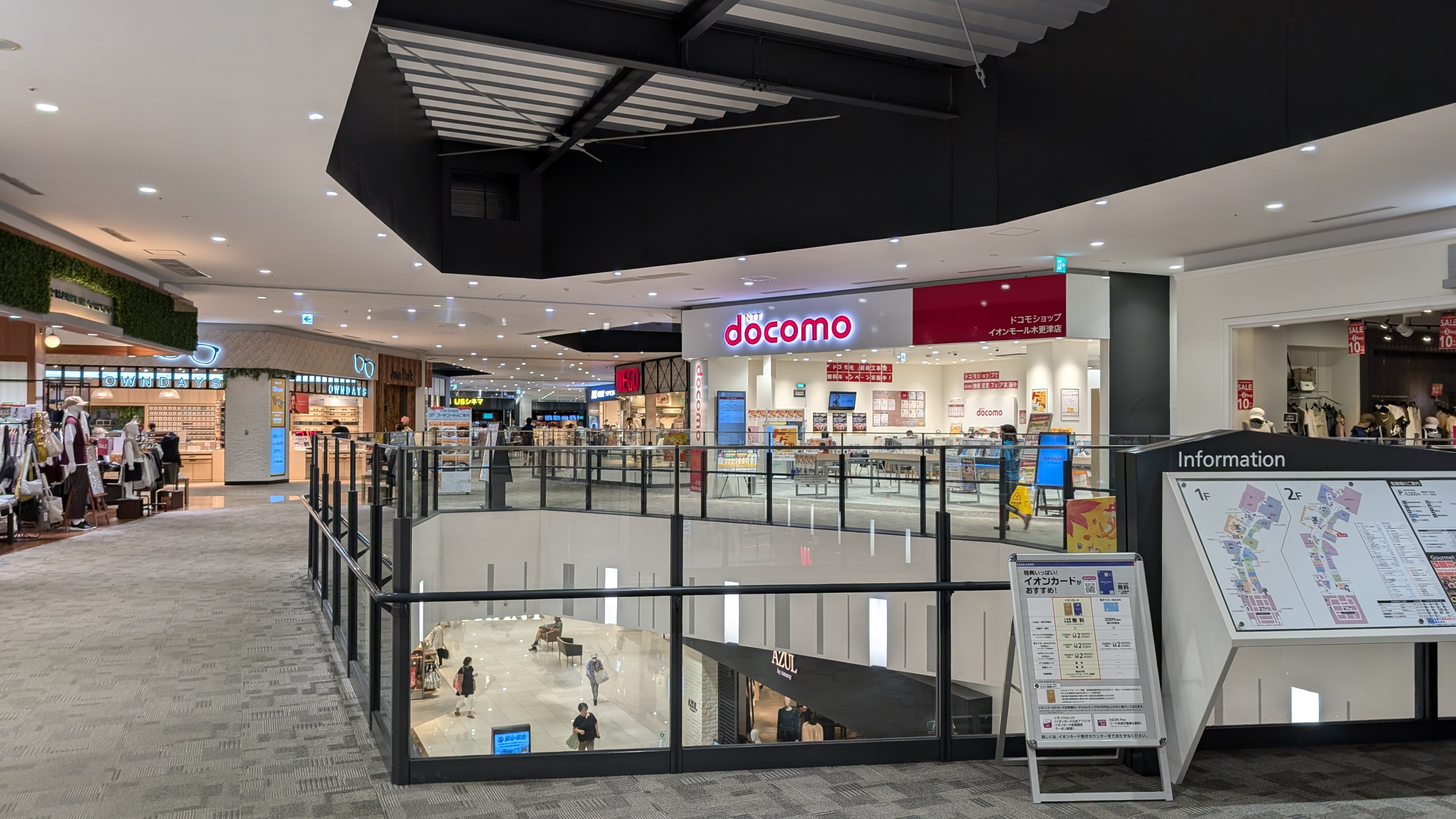
2F ドコモショップ付近
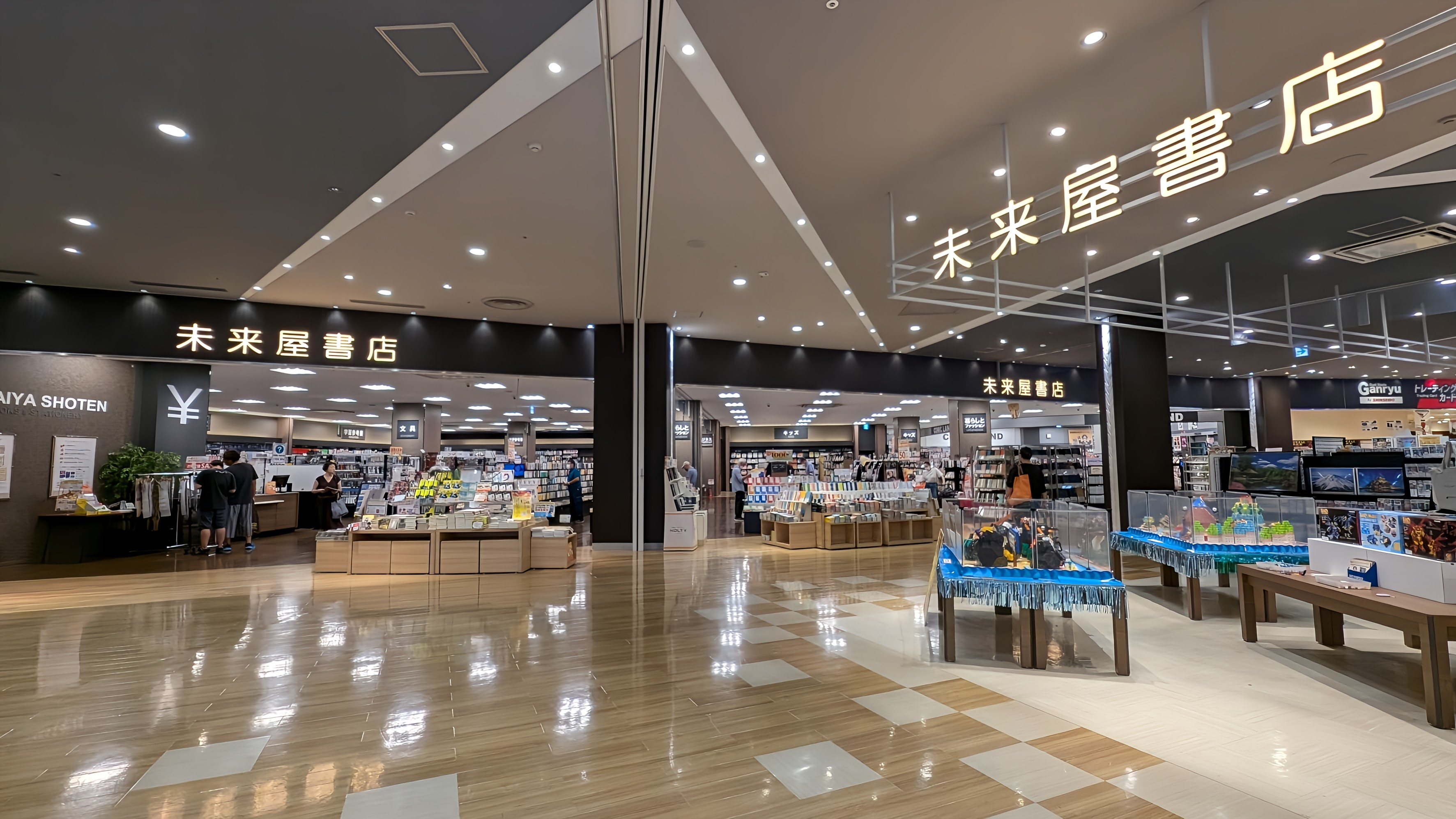
未来屋書店
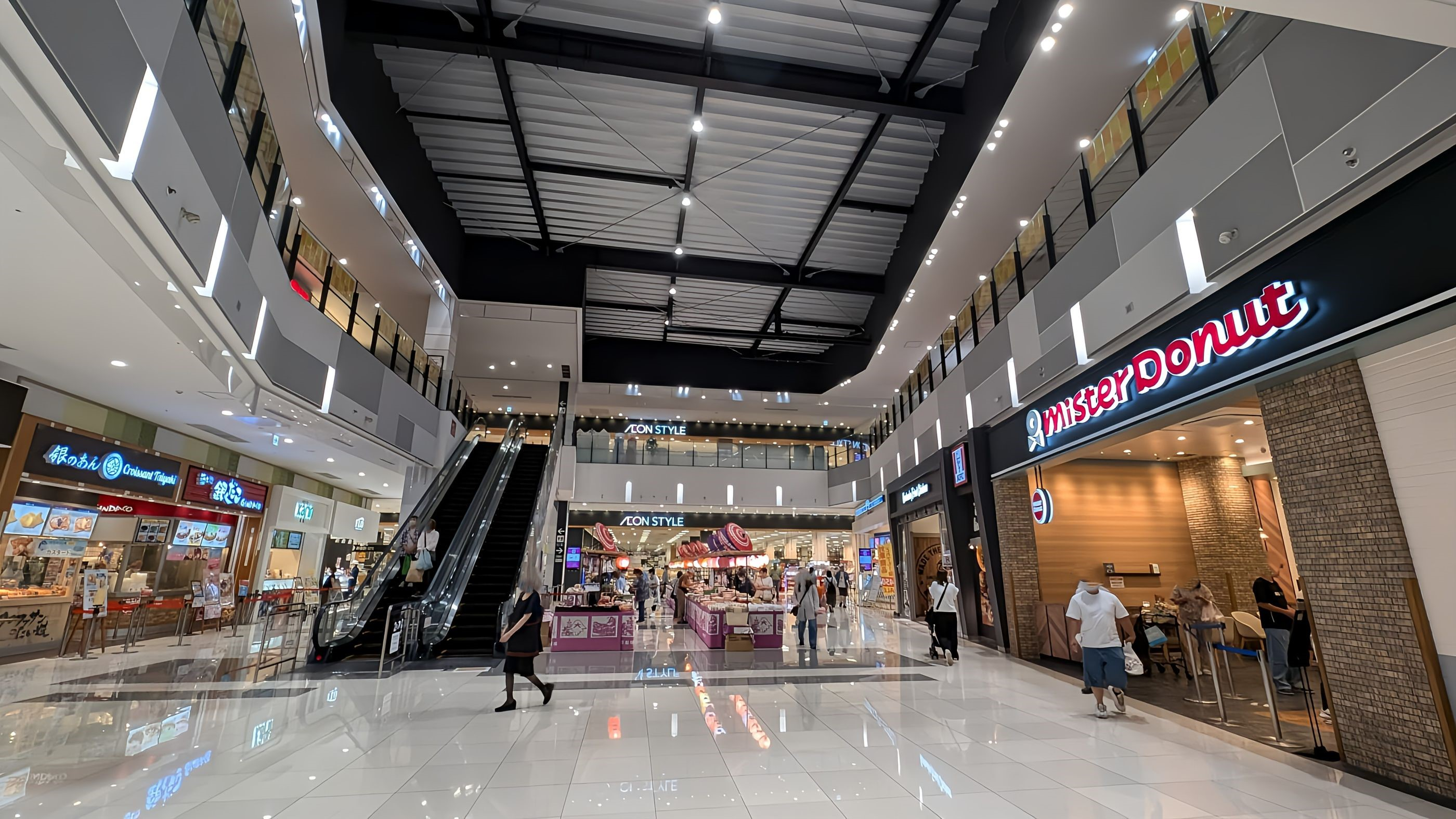
ノースアトリウム(イオンスタイル前)
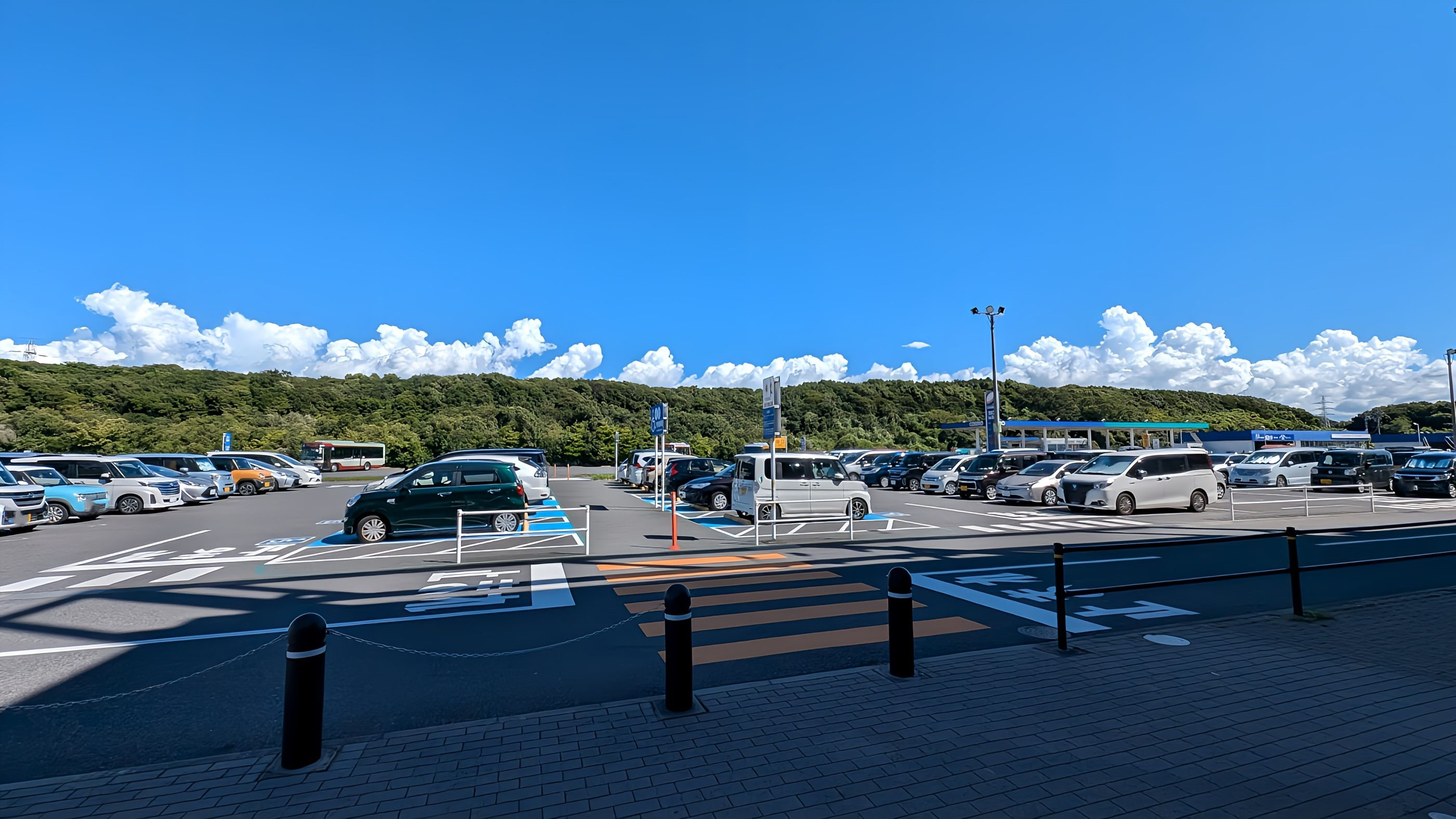
駐車場と国道16号に沿う植樹帯

### 野外施設
- テジキューBBQ CAFE - 潮干狩りで採った貝などの食材が持ち込み可能で700席の大型テントがあるバーベキュー場[5][4][7]。
- ローヴァーズフットサルスタジアム - フットサル3面の球技場[5]。
- 木更津サーキット - レーシングカートで走る全長約410メートルのサーキットコース[7][5]。
- ライブパーク - イベント用途のステージで、開業時点はイオンモールで最大規模[10]。

## 周辺
- 木更津港